# 1975年全米オープン (テニス)
1975年 全米オープン（1975ねんぜんべいオープン、US Open 1975 ）は、アメリカ・ニューヨーク市クイーンズ区フォレストヒルズにある「ウエストサイド・テニスクラブ」にて、1975年8月27日から9月7日にかけて開催された。

## 大会の流れ
- 男子シングルスは「128名」の選手による7回戦制で、女子シングルスは「64名」の選手による6回戦制で行われた。シード選手は男子16名、女子8名。男女とも「1回戦不戦勝」（抽選表では“Bye”と表示）はない。
- コートのサーフェス（表面）が、グラスコート（天然芝）からクレーコートに変更された最初の大会である。全仏オープンなどヨーロッパで広く採用されるレッドクレー（赤土）ではなく、Har-Tru グリーンクレー（緑土、アメリカンクレー）が採用された。

## シード選手

### 男子シングルス
1. ジミー・コナーズ　（準優勝）
2. ギリェルモ・ビラス　（ベスト4）
3. マニュエル・オランテス　（初優勝）
4. アーサー・アッシュ　（4回戦）
5. ビョルン・ボルグ　（ベスト4）
6. トム・オッカー　（3回戦）
7. トニー・ローチ　（2回戦）
8. イリ・ナスターゼ　（ベスト8）
9. ロッド・レーバー　（4回戦）
10. ロスコー・タナー　（3回戦）
11. ラウル・ラミレス　（4回戦）
12. ジョン・アレクサンダー　（2回戦）
13. ハロルド・ソロモン　（4回戦）
14. ビタス・ゲルレイティス　（2回戦）
15. ヤン・コデシュ　（4回戦）
16. クリフ・リッチー　（2回戦）

### 女子シングルス
1. クリス・エバート　（初優勝）
2. バージニア・ウェード　（ベスト4）
3. マルチナ・ナブラチロワ　（ベスト4）
4. イボンヌ・グーラゴング・コーリー　（準優勝）
5. マーガレット・スミス・コート　（ベスト8）
6. オルガ・モロゾワ　（2回戦）
7. フランソワーズ・デュール　（2回戦）
8. ジュリー・ヘルドマン　（2回戦）

## 大会経過

### 男子シングルス
準々決勝
- ジミー・コナーズ vs.  アンドリュー・パティソン　6-2, 6-1, 6-2
- ビョルン・ボルグ vs.  エディ・ディッブス　6-4, 7-6, 4-6, 7-6
- マニュエル・オランテス vs.  イリ・ナスターゼ　6-2, 6-4, 3-6, 6-3
- ギリェルモ・ビラス vs.  ハイメ・フィヨル　6-4, 6-0, 6-1

準決勝
- ジミー・コナーズ vs.  ビョルン・ボルグ　7-5, 7-5, 7-5
- マニュエル・オランテス vs.  ギリェルモ・ビラス　4-6, 1-6, 6-2, 7-5, 6-4

### 女子シングルス
準々決勝
- クリス・エバート vs.  ケリー・レイド　6-2, 6-1
- マルチナ・ナブラチロワ vs.  マーガレット・スミス・コート　6-2, 6-4
- イボンヌ・グーラゴング・コーリー vs.  沢松和子　7-6, 7-5
- バージニア・ウェード vs.  カーチャ・エビングハウス　6-3, 6-0

準決勝
- クリス・エバート vs.  マルチナ・ナブラチロワ　6-4, 6-4
- イボンヌ・グーラゴング・コーリー vs.  バージニア・ウェード　7-5, 6-1

## 決勝戦の結果
- 男子シングルス： マニュエル・オランテス vs.  ジミー・コナーズ　6-4, 6-3, 6-3
- 女子シングルス： クリス・エバート vs.  イボンヌ・グーラゴング・コーリー　5-7, 6-4, 6-2
- 男子ダブルス： ジミー・コナーズ＆ イリ・ナスターゼ vs.  トム・オッカー＆ マーティー・リーセン　6-4, 7-6
- 女子ダブルス： マーガレット・スミス・コート＆ バージニア・ウェード vs.  ビリー・ジーン・キング＆ ロージー・カザルス　7-5, 2-6, 7-6
- 混合ダブルス： ディック・ストックトン＆ ロージー・カザルス vs.  フレッド・ストール＆ ビリー・ジーン・キング　6-3, 7-6

## みどころ
- 男子シングルス優勝者のマニュエル・オランテスは、スペインの男子テニス選手として1965年のマニュエル・サンタナ以来10年ぶりの全米優勝者になった。スペインの男子選手で、全仏オープン以外の4大大会に優勝した人は、オランテス、サンタナとラファエル・ナダルの3人だけである。
- 女子シングルス優勝者のクリス・エバートは、全仏オープンに続く4大大会年間2冠を獲得した。この大会を最後に、4大大会シングルス「24勝」の女子歴代1位記録保持者マーガレット・スミス・コート夫人（オーストラリア）と、日本女子テニスの歴史を築いた沢松和子がテニス界から引退した。